# Vascular Endothelial Growth Factor

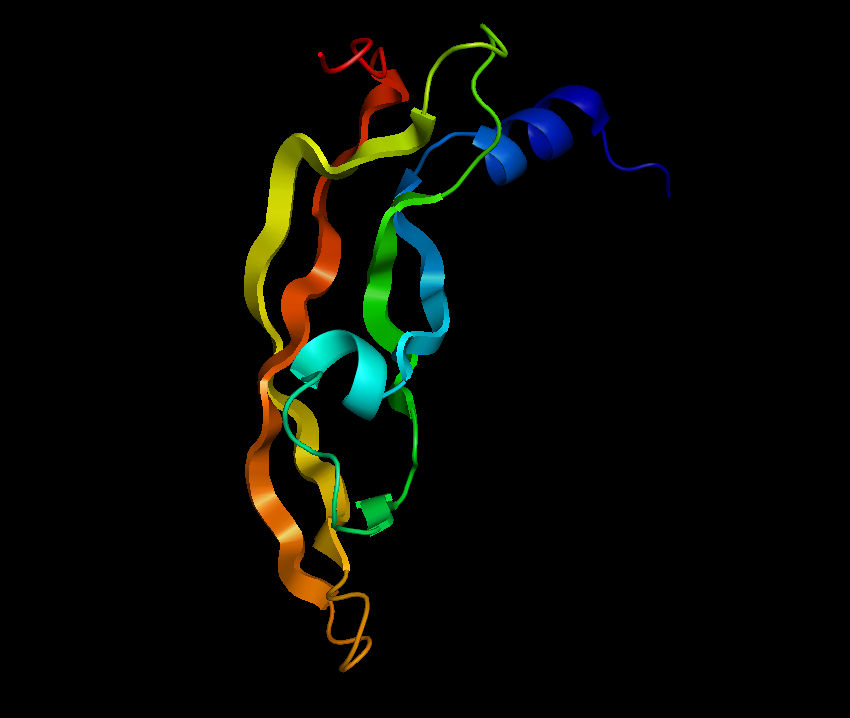
Kristallstruktur von Vammin, einem VEGF-F aus Schlangengift

Die vaskulären endothelialen Wachstumsfaktoren (die englische Abkürzung VEGF für Vascular Endothelial Growth Factor ist auch im Deutschen üblich) sind eine Gruppe wichtiger Signalmoleküle, die hauptsächlich sowohl in der Vaskulogenese (de novo-Bildung des embryonalen Blutgefäßsystems und Lymphgefäßsystems) als auch in der Angiogenese und der Lymphangiogenese (dem Wachstum neuer Blut- bzw. Lymphgefäße ausgehend von existierenden Gefäßen) seine Wirkung entfaltet. Wie der Name bereits impliziert, stimuliert dieser Faktor hauptsächlich die direkt an das Blut angrenzende Zellschicht (das vaskuläre Endothel), hat aber auch Effekte auf andere Zellen (z. B. Stimulation der Migration von Monozyten und Makrophagen). In vitro stimuliert VEGF die Teilung und Migration von Endothelzellen. In Säugetieren sind fünf verschiedene VEGFs bekannt (A-D sowie PlGF), von denen jedes einzelne in verschiedenen Formen auftreten kann, die durch alternatives Spleißen und posttranslationale Modifikationen erzeugt werden.
Der Begriff VEGF beschreibt eine Familie von Proteinen, welche unterschiedliche Eigenschaften haben. Zuerst entdeckt wurde VEGF-A, danach wurden die Faktoren VEGF-B und PlGF (Placental Growth Factor) sowie VEGF-C und VEGF-D (beide wichtig für die Bildung der Lymphgefäße) entdeckt. Daneben existieren noch die verwandten viralen Homologen (VEGF-E) und die im Schlangengift vorhandenen VEGF-F.

## VEGF-A
VEGF-A wird in allen vaskularisierten Geweben gefunden, und es wird vermutet, dass es für die vaskuläre Homöostase notwendig ist. Das Gen, das für VEGF-A kodiert, kann durch alternatives Splicing verschiedene Varianten des Proteins von unterschiedlicher Länge hervorbringen. So wurden bisher in Menschen die Varianten
VEGF-A121, VEGF-A138, VEGF-A145,VEGF-A162,VEGF-A165, VEGF-A165b, VEGF-A189 und VEGF-A206
beschrieben (die Zahlen entsprechen der Anzahl der Aminosäuren im jeweiligen Protein).
Diese Proteine unterscheiden sich jeweils nur durch kurze Domänen am C-Terminus, was jedoch einen großen Einfluss auf ihre biologische Funktion hat und ihre Interaktion mit Heparan-Sulfaten und dem Ko-Rezeptor Neuropilin steuert.

## Funktion
Alle Mitglieder der VEGF-Familie bewirken eine zelluläre Antwort, indem sie an eine Tyrosinkinase, den VEGF-Rezeptor (VEGFR), binden und so das extrazelluläre Signal ins Zellinnere weiterleiten. Es existieren drei Rezeptoren (VEGFR 1–3), wobei unterschiedliche Affinitäten zu beobachten sind. So bindet VEGF-A nur an den Rezeptor Typ 1 und 2, während PlGF und VEGF-B nur an den Rezeptor Typ 1 binden und VEGF-C und VEGF-D nur an die Rezeptoren Typ 2 und 3. VEGF-E und F binden beide an die Rezeptoren Typ 2.
Die Rezeptoren dimerisieren, nachdem sie VEGF gebunden haben, und phosphorylieren sich dann gegenseitig. Damit werden sie aktiv und leiten das Signal weiter.
Die Produktion von VEGF wird angeregt, wenn Zellen nicht genug Sauerstoff erhalten. In diesem Fall produzieren Zellen hypoxie-induzierte Faktoren, welche zur Ausschüttung von VEGF und schließlich zur Angiogenese führen. Dies wurde an Zelllinien aufgeklärt.
In der Gefäßwand fördert VEGF die Produktion von Stickstoffmonoxid (NO), dies wiederum führt zur Gefäßerweiterung (Vasodilatation) und zum Absinken des Blutdrucks.

## Medizinische Bedeutung

Schematische Darstellung verschiedener VEGF-A-Inhibitoren.

Eine erhöhte Expression von VEGF-A wird bei einer Reihe von Tumoren gefunden, bei denen er die Durchlässigkeit der Blutgefäße erhöht und damit die Blut-Tumor-Schranke öffnet. Zudem spielt die Interaktion zwischen VEGF und dem VEGF-Rezeptor in der Niere eine wichtige Rolle bei der Entwicklung des Organs und in der Aufrechterhaltung der Filtrationsbarriere.
Der monoklonale Antikörper Bevacizumab bindet an VEGF-A und hemmt so die Gefäßneubildung (Angiogenese).
Bevacizumab wurde in Phase-III-Studien erfolgreich gegen Darmkrebs, Lungenkrebs und Brustkrebs eingesetzt. In Phase-II-Studien wurde Bevacizumab eingesetzt bei der Behandlung von Bauchspeicheldrüsenkrebs, Nierenkrebs und Prostatakrebs. Nebenwirkungen sind Blutungen, Geschwüre im Magen-Darm-Trakt sowie Nierenschäden mit Bluthochdruck und Proteinurie (Eiweiß im Urin). In der Ophthalmologie (Augenheilkunde) wird Bevacizumab off label anstelle des teureren Ranibizumab verwendet.
Ranibizumab ist ein Fragment des Bevacizumab. Es wird zur Behandlung der feuchten Makuladegeneration, einer häufig zur Erblindung führenden Augenkrankheit, die vielfach mit Gefäßneubildung einhergeht, eingesetzt. Außerdem ist es – wie die anderen VEGF-Hemmer – das Mittel der Wahl zur Behandlung des zystoiden Makulaödems als Folge eines Venenastverschlusses (VAV) oder Zentralvenenverschlusses (ZVV) in der Retina.
Die Tyrosinkinase-Inhibitoren Sunitinib, Sorafenib und Vatalanib hemmen ebenfalls die Signaltransduktion von VEGF-Rezeptor.
Sunatinib und Sorafenib werden bei der Behandlung von fortgeschrittenem Nierenkrebs eingesetzt, Vatalanib unter anderem bei der Behandlung von Darmkrebs, Ramucirumab ist ein monoklonaler Antikörper gegen den VEGF2 Rezeptor und wird verwendet bei der Therapie von Magenkrebs.
Aflibercept (VEGF Trap) ist ein rekombinantes Fusionsprotein, in dem die bindende Domäne des löslichen VEGF-Rezeptors mit dem Fc-Fragment von Immunglobulin G kombiniert ist. Aflibercept bindet alle Isoformen von VEGF-A. Aflibercept ist in der EU zugelassen zur Behandlung der altersbedingten feuchten Makuladegeneration und des diabetischen Makulaödems (2012) sowie des kolorektalen Karzinoms (2013).
Pegaptanib ist ein Aptamer, das spezifisch an VEGF-A bindet. Es ist zur Behandlung der Feuchten Makuladegeneration zugelassen.
Im Nierenkörperchen ist VEGF für die Aufrechterhaltung der Integrität der fenestrierten kapillären Endothelzellen verantwortlich. In der Schwangerschaft kann VEGF durch den löslichen VEGF-Rezeptor (sFlt1) gehemmt werden. Dieser wird in der Plazenta gebildet und gelangt mit dem Blut in die Niere. Folge der verminderten VEGF-Aktivität sind Schwellungen der Endothelzellen im Nierenkörperchen, die letztlich zum Krankheitsbild der Präeklampsie führen.
Bei Krebspatienten kann eine anti-VEGF-Behandlung zu Proteinurie
und thrombotischer Mikroangiopathie
führen.